# Laxenecera misema
Laxenecera misema är en tvåvingeart som förekommer i Kongo och beskrevs 1970 av Harold Oldroyd. Arten ingår i släktet Laxenecera och familjen rovflugor. Inga underarter finns listade i Catalogue of Life.